# Czarny faks
Czarny faks – rodzaj faksu wysłany do odbiorcy składający się z jednej lub kilku stron całkowicie wypełnionych kolorem czarnym. Jest to rodzaj fizycznej blokady usług, ponieważ najczęściej celem czarnego faksu jest zużycie całego tonera, aby nie można było już odbierać faksów. Czarne faksy były m.in. wykorzystywane przez haktywistów np. w trakcie protestów grupy Anonymous w Syrii w związku z zablokowaniem internetu.